# グレートネフュー
グレートネフュー（Great Nephew、1963年 - 1986年）は、イギリスの競走馬、種牡馬。
英仏のマイル路線を中心に出走し、ムーランドロンシャン賞などに優勝した。種牡馬としてはグランディ及びシャーガーの2頭の名馬を輩出し、それぞれが活躍した1975年及び1981年に英愛リーディングサイアーに輝いた。

## 経歴
父ハニーウェイ(Honeyway)は1945年のジュライカップ及び1946年のチャンピオンステークスに勝ったフェアウェイ産駒で、種牡馬として1955年のプール・デッセ・デ・プーリッシュ優勝馬Dictaway(FR)や1956年の英1000ギニー優勝馬Honeylightなどを輩出している。
母Sybil's Nieceは1953年のクイーンメアリーステークス勝ち馬で、チェヴァリーパークステークス、コロネーションステークス及びファルマスステークスで2着するなど牝馬短距離路線で活躍した馬である。また、14号族(14-c)の出身であり、グレートネフューの6代母にあたるプリティーポリーの牝系からはリュティエ、ニアークティック、ブリガディアジェラードなどの名馬が多数生まれている。

### 競走馬時代
グレートネフューは最初ニューマーケットのJack Jarvisにより調教され、ラウスメモリアルステークスで2着に入ったが、3歳時にはEtienne Polletのもとに転厩することになった。
3歳となった1966年には2000ギニーをカシミール(Kashmir )の2着、ロッキンジステークスをSilly Seasonの2着、クイーンアンステークスをテスコボーイの3着、ムーランドロンシャン賞をシルバーシャークの2着と、勝ちきれないものの大レースでの善戦を繰り返した。
4歳時も現役を続けたグレートネフューは、ガネー賞2着、エクリプスステークス2着と中距離重賞でも力のあるところを見せると、ムーランドロンシャン賞で前年のリベンジを果たしてG1級のレースを初制覇した。その後、2000mのドラール賞を勝鞍に加えて競走馬を引退した。

### 種牡馬時代
グレートネフューは503頭の産駒を残し、うち39頭がステークスウィナーになるなど、成績は良好で、グランディが愛2000ギニー、英愛ダービー及びキングジョージ6世&クイーンエリザベスステークスに勝った1975年並びにシャーガーが英愛ダービー及びキングジョージ6世&クイーンエリザベスステークスに勝った1981年には英愛リーディングサイアーに輝いた。

## おもな産駒
- Full of Hope(GB,1970) - 1976年 イスパーン賞
- グランディ(IRE,1972)  - 1975年 英ダービー、愛ダービー、愛2000ギニー、キングジョージ6世&クイーンエリザベスステークス
- Nikoli(IRE,1977) - 1980年 愛2000ギニー
- Mrs. Penny(USA,1977) - 1980年 ディアヌ賞
- シャーガー(1978) - 1981年 英ダービー、愛ダービー、キングジョージ6世&クイーンエリザベスステークス
- Tolmi(GB,1978) - 1981年 コロネーションステークス
- Carotene(CAN,1983) - 1987年 イエローリボン招待ステークス

## 血統表
| グレートネフューの血統     | グレートネフューの血統                                                                                       | グレートネフューの血統                                                                                       | （血統表の出典）                                                                                             | （血統表の出典） |
| 父系                       | フェアウェイ系＜ファラリス系＜サイリーン系＜ベンドア系＜ストックウェル系＜エクリプス系＜ダーレーアラビアン系 | フェアウェイ系＜ファラリス系＜サイリーン系＜ベンドア系＜ストックウェル系＜エクリプス系＜ダーレーアラビアン系 | フェアウェイ系＜ファラリス系＜サイリーン系＜ベンドア系＜ストックウェル系＜エクリプス系＜ダーレーアラビアン系 |                  |
| 父 Honeyway 1941 青鹿毛    | 父の父Fairway 1925 鹿毛                                                                                      | Phalaris | Polymelus | Polymelus        |
| 父 Honeyway 1941 青鹿毛    | 父の父Fairway 1925 鹿毛                                                                                      | Phalaris | Bromus |                  |
| 父 Honeyway 1941 青鹿毛    | 父の父Fairway 1925 鹿毛                                                                                      | Scapa Flow                                                                                                   | Chaucer | Chaucer          |
| 父 Honeyway 1941 青鹿毛    | 父の父Fairway 1925 鹿毛                                                                                      | Scapa Flow                                                                                                   | Anchora |                  |
| 父 Honeyway 1941 青鹿毛    | 父の母Honey Buzzard 1931 栗毛                                                                                | Papyrus | Tracery | Tracery          |
| 父 Honeyway 1941 青鹿毛    | 父の母Honey Buzzard 1931 栗毛                                                                                | Papyrus | Miss Matty                                                                                                   |                  |
| 父 Honeyway 1941 青鹿毛    | 父の母Honey Buzzard 1931 栗毛                                                                                | Lady Peregrine                                                                                               | White Eagle                                                                                                  | White Eagle      |
| 父 Honeyway 1941 青鹿毛    | 父の母Honey Buzzard 1931 栗毛                                                                                | Lady Peregrine                                                                                               | Lisma |                  |
| 母 Sybil's Niece 1951 栗毛 | 母の父Admiral's Walk 1936 栗毛                                                                               | Hyperion | Gainsborough                                                                                                 | Gainsborough     |
| 母 Sybil's Niece 1951 栗毛 | 母の父Admiral's Walk 1936 栗毛                                                                               | Hyperion | Selene |                  |
| 母 Sybil's Niece 1951 栗毛 | 母の父Admiral's Walk 1936 栗毛                                                                               | Tabaris | Roi Herode                                                                                                   | Roi Herode       |
| 母 Sybil's Niece 1951 栗毛 | 母の父Admiral's Walk 1936 栗毛                                                                               | Tabaris | Tip-toe |                  |
| 母 Sybil's Niece 1951 栗毛 | 母の母Sybil's Sister 1943 鹿毛                                                                               | Nearco | Pharos | Pharos           |
| 母 Sybil's Niece 1951 栗毛 | 母の母Sybil's Sister 1943 鹿毛                                                                               | Nearco | Nogara |                  |
| 母 Sybil's Niece 1951 栗毛 | 母の母Sybil's Sister 1943 鹿毛                                                                               | Sister Sarah                                                                                                 | Abbots Trace                                                                                                 | Abbots Trace     |
| 母 Sybil's Niece 1951 栗毛 | 母の母Sybil's Sister 1943 鹿毛                                                                               | Sister Sarah                                                                                                 | Sarita |                  |
| 母系(F-No.)                | (FN:14-c) | (FN:14-c) | (FN:14-c) | [ § 2 ]          |
| 5代内の近親交配            | Fair way＆Pharos 2×4=31.25%、Chaucer 4×5=9.38%、Tracery 4×5=9.38%                                            | Fair way＆Pharos 2×4=31.25%、Chaucer 4×5=9.38%、Tracery 4×5=9.38%                                            | Fair way＆Pharos 2×4=31.25%、Chaucer 4×5=9.38%、Tracery 4×5=9.38%                                            | [ § 3 ]          |
| 出典                       | 1. 2. 3. | 1. 2. 3. | 1. 2. 3. | 1. 2. 3.         |

- 主な近親にニアークティック、ノーザンテースト、マイネルアムンゼンなど。詳細はプリティーポリー#シスターサラ系を参照。